# Izba Najwyższa Wojenna i Administracji Publicznej
Izba Najwyższa Wojenna i Administracji Publicznej – tymczasowy organ polskiej władzy państwowej utworzony w Warszawie z inicjatywy Józefa Wybickiego 5 grudnia 1806 roku na terytorium zaboru pruskiego opanowanego przez wojska francuskie. Powołana w miejsce kamery warszawskiej.
Izbę powołał namiestnik Napoleona Joachim Murat. W jej skład weszło 20 członków z prezydentem Ludwikiem Gutakowskim.